# نواه كاتيرباش
نواه كاتيرباش (بالألمانية: Noah Katterbach)‏ (مواليد 13 أبريل 2001) هو لاعب كرة قدم ألماني يلعب في مركز الظهير الأيسر في نادي كولن.

## روابط خارجية
- نواه كاتيرباش على موقع قاعدة بيانات كرة القدم.إي يو (الإنجليزية)
- نواه كاتيرباش على موقع Soccerbase.com (لاعب) (الإنجليزية)
- نواه كاتيرباش على موقع Soccerway.com (الإنجليزية)
- نواه كاتيرباش على موقع عالم كرة القدم.نت (الإنجليزية)